# Bjorøy
Bjorøy ou Bjorøyna est une île et un village dans le landskap Sunnhordland du comté de Vestland, en Norvège. Elle appartient administrativement à Øygarden.

## Géographie

Plan de Bjorøyna et de ses alentours.

Rocheuse, Bjorøy est une île située au sud de Litlesotra, au nord de Tyssøy et à l'est de Sotra. Elle s'étend sur environ 4,375 km de longueur pour une largeur approximative de 2,1 km. 
La route F217 la traverse et elle est reliée à Bergen par un le Bjorøy Tunnel (en). 
Elle comptait 878 habitants en 2012.